# John Kramer
John Friberg Kramer (17. november 1934 i Ringsted – 13. juli 1994 i Fårevejle) var en dansk fodboldspiller og fodboldtræner.
Kramer spillede i Køge i perioden 1953-1957 og var bl.a. med til at vinde det første DM til provinsen i 1954. Han afsluttede karrieren med spil i B 1901 i Nykøbing Falster 1957-1965. Han spillede 1959 fire landskampe for Danmark og scorede to mål, et i hver af de to første landskampe.
Kramer drev Kramers Kiosk på Møllebakken i Nykøbing Falster, han fik kiosken da han skiftede fra Køge til B 1901 i 1957.
Kramer blev efter karrieren træner og trænede bl.a Frem 1971–1972 og førte i 1971 Frem til en tredjeplads i 1. division.
Herefter var han syv sæsoner i træk træner for Slagelse. I 1973 og 1977 var han med til at sikre Slagelse oprykning til 1. Division.
I 1980 blev John Kramer træner for KB, og allerede i sin første sæson vandt han DM-guld. I 1982 blev han dog afskediget i klubben efter 18. runder, da KB lå på sidstepladsen i divisionen.

## Ekstern henvisning
- Nu-billed – Sæson 1965 – John Kramer